# Campeonato Mundial de Atletismo de 2011 - 20 km marcha atlética masculina
A marcha atlética masculina de 20 km do Campeonato Mundial de Atletismo de 2011 foi disputada em 28 de agosto  nas ruas de Daegu.

## Recordes
Antes desta competição, os recordes mundiais e do campeonato nesta prova eram os seguintes:
| Tipo                  | Atleta            | Tempo   | Local   | Data                   | Ref |
| --------------------- | ----------------- | ------- | ------- | ---------------------- | --- |
|                       | Vladimir Kanaykin | 1:17:16 | Saransk | 29 de setembro de 2007 | ver |
| Recorde do campeonato | Jefferson Pérez   | 1:17:21 | Paris   | 23 de agosto de 2003   | ver |

## Medalhistas
| Ouro                      | Prata           | Bronze             |
| Luis Fernando López (COL) | Wang Zhen (CHN) | Kim Hyun-sub (KOR) |

## Cronograma
| Data         | Hora | Evento |
| ------------ | ---- | ------ |
| 28 de agosto | 9:00 | Final  |

O horário é local (UTC +9)

## Final
A final ocorreu ás 9:00. 
| Colocação         | Atleta              | Nacionalidade  | Tempo   | Notas            |
| ----------------- | ------------------- | -------------- | ------- | ---------------- |
| Medalha de ouro   | Luis Fernando López | Colômbia       | 1:20:38 | SB               |
| Medalha de prata  | Wang Zhen           | China          | 1:20:54 |                  |
| Medalha de bronze | Kim Hyun-sub        | Coreia do Sul  | 1:21:17 |                  |
| 4                 | Yusuke Suzuki       | Japão          | 1:21:39 |                  |
| 5                 | Alex Schwazer       | Itália         | 1:21:50 | SB               |
| 6                 | Erick Barrondo      | Guatemala      | 1:22:08 |                  |
| 7                 | Chu Yafei           | China          | 1:22:10 |                  |
| 8                 | Wang Hao            | China          | 1:22:49 |                  |
| 9                 | Matej Tóth          | Eslováquia     | 1:22:55 |                  |
| 10                | Eder Sánchez        | México         | 1:23:05 |                  |
| 11                | João Vieira         | Portugal       | 1:23:26 |                  |
| 12                | Miguel Ángel López  | Espanha        | 1:23:41 |                  |
| 13                | Anton Kucmin        | Eslováquia     | 1:23:57 |                  |
| 14                | James Rendón        | Colômbia       | 1:24:08 | SB               |
| 15                | Horacio Nava        | México         | 1:24:15 |                  |
| 16                | Christopher Linke   | Alemanha       | 1:24:17 |                  |
| 17                | Caio Bonfim         | Brasil         | 1:24:29 |                  |
| 18                | Trevor Barron       | Estados Unidos | 1:24:33 |                  |
| 19                | Rafał Augustyn      | Polónia        | 1:24:47 |                  |
| 20                | Byun Youngjun       | Coreia do Sul  | 1:24:48 |                  |
| 21                | Hassanine Sebei     | Tunísia        | 1:25:17 |                  |
| 22                | Jared Tallent       | Austrália      | 1:25:25 |                  |
| 23                | Nazar Kovalenko     | Ucrânia        | 1:25:50 |                  |
| 24                | Gurmeet Singh       | Índia          | 1:26:34 |                  |
| 25                | Babubhai Panucha    | Índia          | 1:26:53 |                  |
| 26                | David Kimutai       | Quênia         | 1:27:20 | SB               |
| 27                | Yerko Araya         | Chile          | 1:27:47 |                  |
| 28                | Hédi Teraoui        | Tunísia        | 1:29:48 |                  |
| 29                | Diego Flores        | México         | 1:30:00 |                  |
| 30                | Juan Manuel Cano    | Argentina      | 1:30:00 |                  |
| 31                | Emerson Hernandez   | El Salvador    | 1:30:48 | SB               |
| 32                | Ronald Quispe       | Bolívia        | 1:32:09 | PB               |
| 99 !              | Moacir Zimmermann   | Brasil         | DSQ     |                  |
| 99 !              | Gustavo Restrepo    | Colômbia       | DSQ     |                  |
| 99 !              | Giorgio Rubino      | Itália         | DSQ     |                  |
| 99 !              | Anatole Ibáñez      | Suécia         | DSQ     |                  |
| 99 !              | Adam Rutter         | Austrália      | DNF     |                  |
| 99 !              | Mauricio Arteaga    | Equador        | DNF     |                  |
| 99 !              | Paquillo Fernández  | Espanha        | DNF     |                  |
| 99 !              | Park Chil-sung      | Coreia do Sul  | DNF     |                  |
| 99 !              | Valeriy Borchin     | Rússia         | DSQ     | doping (1:19:56) |
| 99 !              | Vladimir Kanaykin   | Rússia         | DSQ     | doping (1:20:27) |
| 99 !              | Stanislav Emelyanov | Rússia         | DSQ     | doping (1:21:11) |
| 99 !              | Ruslan Dmytrenko    | Ucrânia        | DSQ     | doping (1:21:31) |
| 99 !              | Sergey Morozov      | Rússia         | DSQ     | doping (1:22:37) |
| 99 !              | Recep Çelik         | Turquia        | DSQ     | doping (1:25:39) |

Legenda
| Recorde mundial       | Recorde mundial (World record)               |                       | Recorde africano                      | Recorde africano (African) |                                           | Q | Classificado por posição (Qualified) |
| Recorde do campeonato | Recorde do campeonato (Championship record)  | Recorde da América    | Recorde da América (Americas)         | q                          | Classificado por melhor tempo (Qualified) |   |                                      |
| Melhor marca do ano   | Melhor marca do ano (World leading)          | Recorde asiático      | Recorde asiático (Asian)              | DNS                        | Não largou (Did not start)                |   |                                      |
| Recorde nacional      | Recorde nacional (National record)           | Recorde europeu       | Recorde europeu (European)            | DNF                        | Não terminou (Did not finish)             |   |                                      |
| Recorde pessoal       | Recorde pessoal do atleta (Personal best)    | Recorde da Oceania    | Recorde da Oceania (Oceania)          | DSQ / DQ                   | Desclassificado (Disqualified)            |   |                                      |
| Recorde da temporada  | Recorde da temporada do atleta (Season best) | Recorde sul-americano | Recorde sul-americano (South America) | NM                         | Sem marca (No mark)                       |   |                                      |